# Opuntia polyacantha
Opuntia polyacantha là một loài thực vật có hoa trong họ Cactaceae. Loài này được Haw. mô tả khoa học đầu tiên năm 1819.

## Hình ảnh

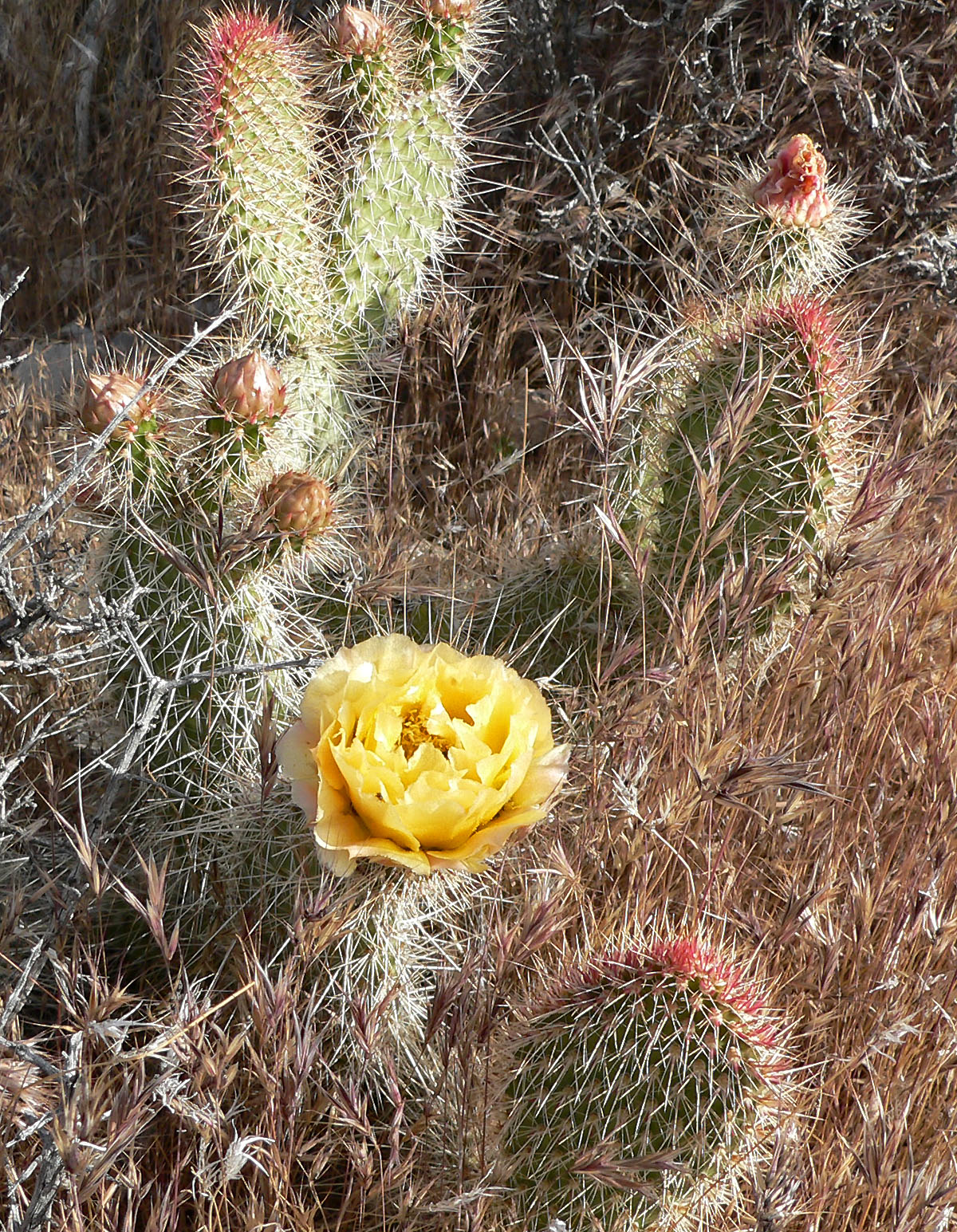
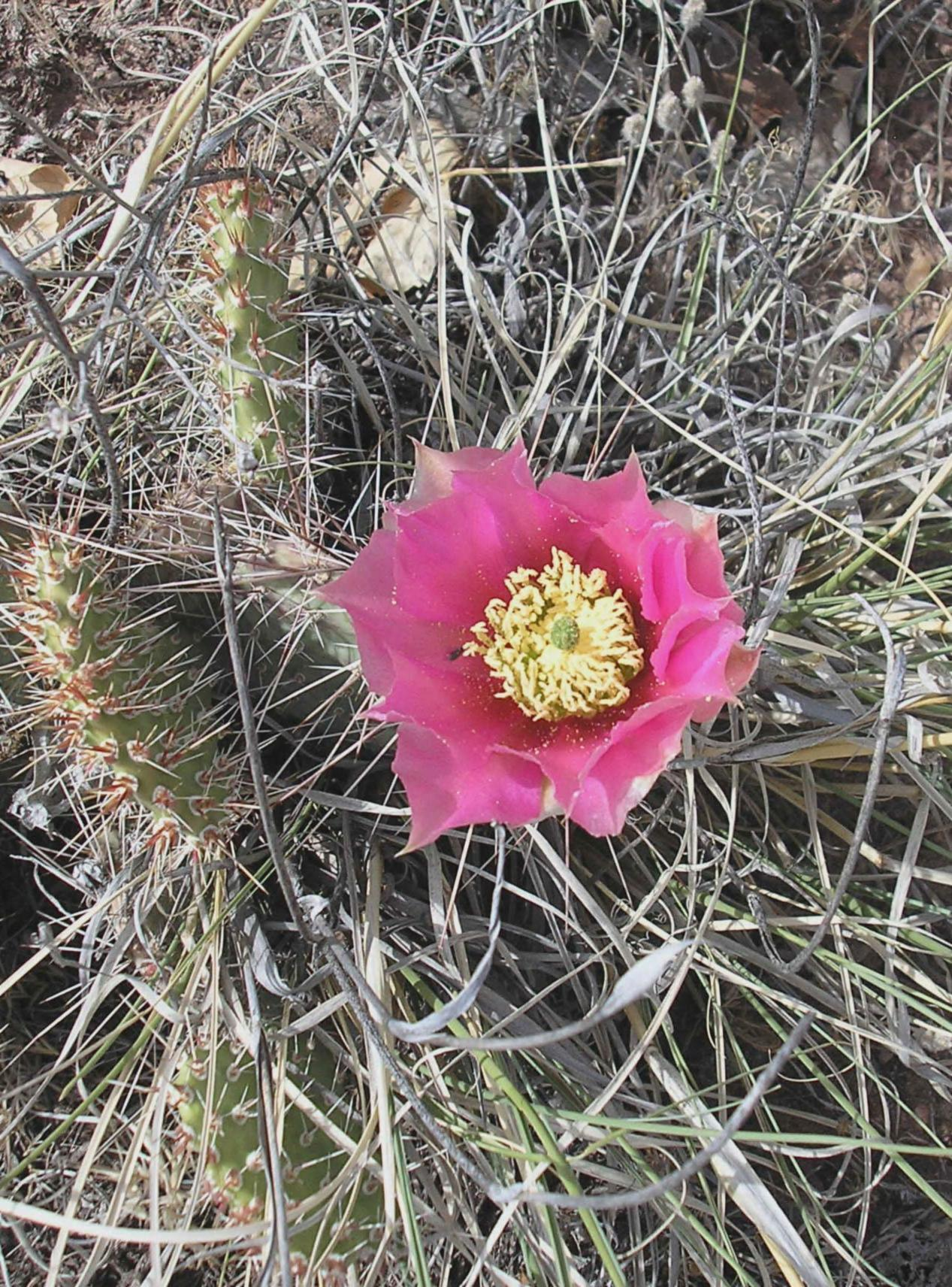
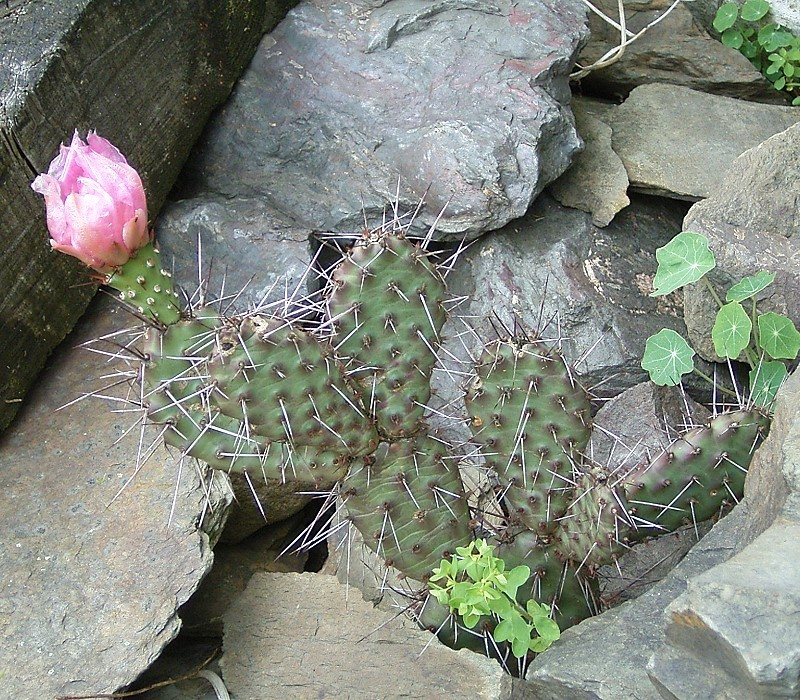

- Tập tin:Tập